# Le lame di Myra
Le lame di Myra un romanzo fantasy scritto dall'italiana Licia Troisi e pubblicato nel 2016. È il primo libro della trilogia La saga del Dominio. È seguito da Il fuoco di Acrab.

## Ambientazione
La storia è ambientata in un continente immaginario chiamato "Dominio delle Lacrime". In passato era una terra florida e popolata da una civiltà progredita ed esperta nell'uso della magia, i "Primi", ma a seguito di un oscuro cataclisma gran parte del mondo è stato ridotto ad una desolazione, povertà e miseria si sono diffuse, l'antica civiltà è collassata e i regni che le sono seguiti sono corrotti e decadenti. Gran parte del Dominio si trova sotto l'influenza dei Camminanti, un ordine di maghi, che traggono i loro poteri dagli spiriti Elementali, che essi imprigionano nei corpi di schiavi per poterli poi sfruttare per i loro scopi.
Il Dominio somiglia geograficamente all'Europa e al Vicino Oriente, con svariate regioni che ricordano per forma e natura altre reali. Così Asgaro, la vasta piana gelata che copre il nord-est della mappa, riflette il Bassopiano sarmatico, il caldo Biaswad ricorda l'Egitto, la Metalia l'Italia e così via. Per modello sociale e tecnologia, il Dominio sembra invece ispirato al Tardo impero romano, presentando un decadente regno diviso a metà che governa su due estesi laghi salati (che ricordano il Mediterraneo), che pratica ampiamente lo schiavismo, mentre oltre i suoi confini vivono guerresche popolazioni in procinto di assalirlo.

## Trama
La protagonista è Myra, una giovane guerriera Rewadir letale nell'utilizzo dei Walud, una coppia di lame che ardono di un proprio calore. Metà albonita e metà thyrren (due popolazioni del Dominio), ha i capelli bianchi e gli occhi purpurei, nonché una voce gretta e innaturalmente bassa, rovinatasi a seguito del trauma che ella subì da bambina, il quale l'ha resa parimenti molto fredda e spietata, tanto che si fida e apre solo con Acrab. Da piccola viveva nel caldo Biaswad, nel sud del Dominio, ma la sua vita è stata sconvolta dall'assassinio del padre adottivo Fadi e della schiava Tallia, per lei come una madre, ad opera di una banda di mercenari, ai quali lei stessa riuscì a sfuggire per un soffio. Catturata da cacciatori di schiavi e condannata a morire in un'arena di gladiatori in Metalia, Myra è stata salvata da Acrab, un guerriero alkak, che l'ha presa con sé. Acrab è un valoroso e carismatico condottiero, il cui ingegno è pari solo alla sua ambizione; egli pianifica di unificare il Dominio sotto di sé, per liberarlo dalla tirannia e dalla corruzione e soprattutto dai sanguinari maghi Camminanti. Aiuta Myra a vendicarsi del proprietario terriero apparentemente responsabile dell'uccisione di Fadi, dopodiché la ragazza si unisce alla sua causa, divenendo una dei suoi guerrieri più devoti. Ma i demoni del suo passato non le danno pace, sicché Myra ad un certo punto abbandona a malincuore l'armata di Acrab per riprendere la caccia agli assassini di suo padre, sospettando che ci sia stato dietro di più di una disputa su fondi terrieri. Dirigendosi verso sud, Myra sul percorso si imbatte in un drago di ghiaccio, il quale decide di seguirla e lei gli dà il nome Icenwarth. In Metalia, in una scuola di gladiatori, la ragazza fa la conoscenza di Marjane, una bambina thyrren tenuta come schiava, che fugge e a sua volta si unisce al viaggio.
Parallelamente si seguono le vicende di Kyllen, un giovane appartenente alla confraternita dei Puri, maghi che a loro volta sfruttano il potere degli Elementali, ma rifiutano lo schiavismo e le pratiche spietate dei Camminanti. Kyllen scopre che il capo della sua confraternita è in realtà un impostore al soldo di un losco individuo di nome Graffias, il quale manipola i Puri per cercare informazioni su una misteriosa figura, il "Liberatore", che secondo una profezia distruggerà il potere dei maghi. Le sue indagini si incrociano con quelle di Myra, allorché viene fuori che Graffias è anche il vero responsabile dell'assassinio di Fadi e Tallia, avendo riunito e pagato i mercenari e partecipato anche all'assalto. Da un'anziana maga, maestra di Kyllen, i protagonisti vengono indirizzati ad un monastero abbandonato, dove è custodita un'antica spada magica, che a quanto pare rivelerà l'identità del Liberatore. A sorpresa si intromette Brennar, un guerriero inviato da Acrab per convincere Myra a tornare da lui e rinunciare alla sua ossessione, ma la giovane rifiuta e nel contrasto che ne segue uccide Brennar. Giunti al monastero di Kurrah, Myra trova la spada magica e ha delle visioni che la sconvolgono, con chiarezza le viene infatti confermato ciò che già era stato insinuato, ma che lei si era rifiutata di credere: il misterioso Graffias e Acrab sono la stessa persona, il condottiero alkak bramava di impadronirsi di lei perché convinto che lei sia il Liberatore, necessario al compimento dei suoi piani, e per questo l'aveva ingannata per tutto il tempo.
Il libro si conclude con un'immagine di Acrab, che nel frattempo è riuscito a realizzare la prima fase del suo progetto, unificando le tribù di Agaro e assoggettando il regno di Ostar, la cui regina è stata costretta a sposarlo. L'uomo, presentatosi alla luce del solo come sovrano giusto, tollerante e misericordioso, ha però rivelato anche un lato più oscuro, essendo disposto a tutto per progredire nella sua opera e agendo all'occorrenza da spietato tiranno e cinico manipolatore. In un impeto di collera soffoca la moglie, che si era rifiutata di eseguire un suo comando, e ripensa tristemente a Myra, alla quale, nonostante tutto, sembra essersi fortemente affezionato.

## Storia editoriale

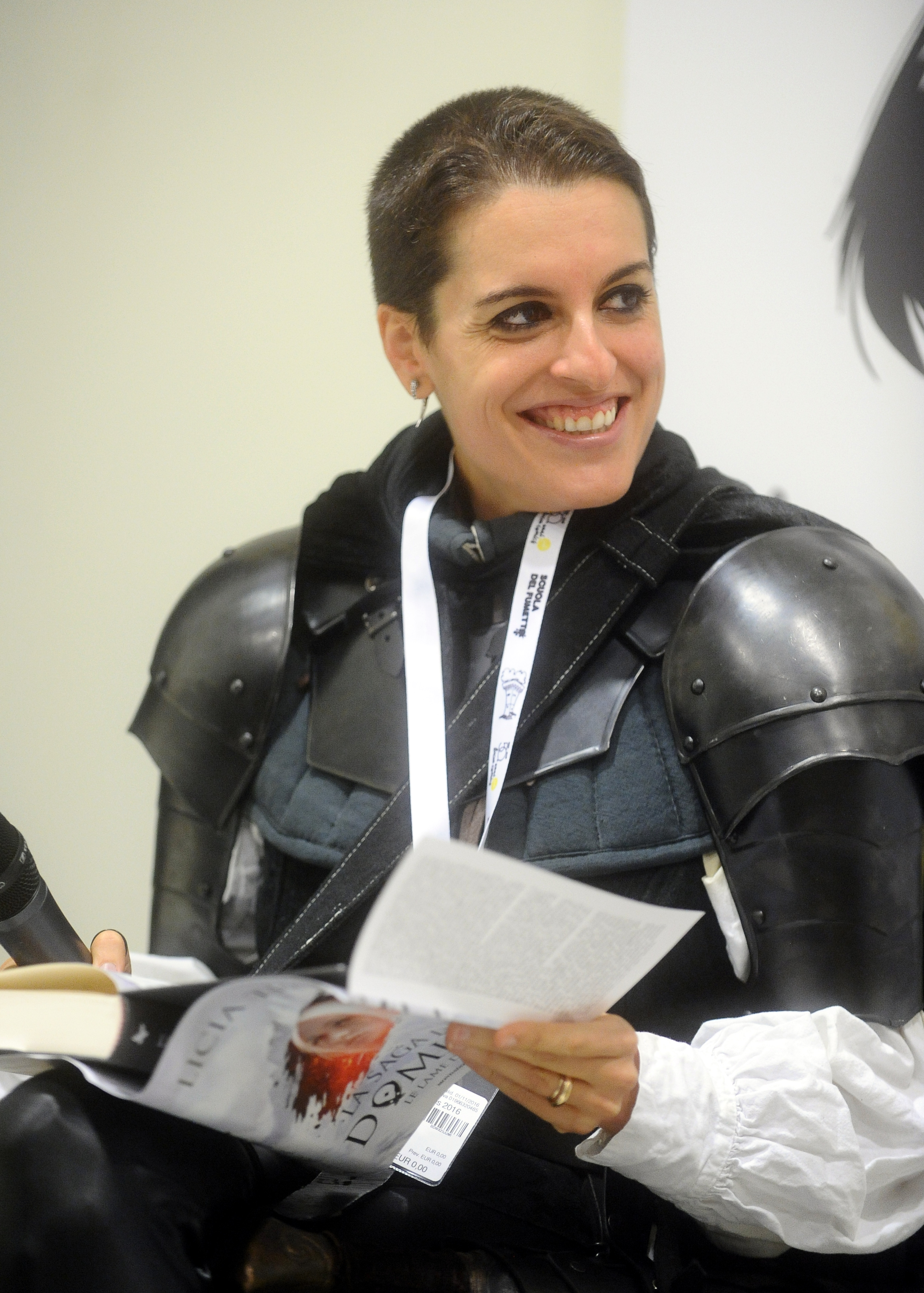
Licia Troisi presenta Le lame di Myra a Lucca Comics & Games 2016

Il romanzo è stato pubblicato da Mondadori nella collana Chrysalide. È uscito il 25 ottobre 2016 in versione cartacea cartonata con sovraccoperta e in ebook.

## Edizioni
- Licia Troisi, Le lame di Myra, Arnoldo Mondadori Editore, 2016,  p. 384, ISBN 978-88-04-66516-8.